# ゼノ・ウォッチ
ゼノ・ウォッチ(Zeno-Watch)はスイスのバーゼルにある老舗の時計メーカーである。生産モデルは主にクロノグラフやダイバーズ・ウォッチ、パイロットウォッチがある。またオーバーサイズ・シリーズはゼノウォッチ独特の存在感を放っており、根強いファンが多い。
ゼノ・ウォッチは1922年にスイスのラ・ショー＝ド＝フォンに懐中時計メーカーとして設立された。その後、1946年に腕時計の生産を始めた。

## 主なモデル
現在発売中のもの
- Pilot Oversized 47mm
- Pilot Oversized 42mm
- Super Oversized 55mm
- Pilot OS Carre 43mm
- Chronometer
- Tonneau
- Army Diver
- Quartz